# Seleção Brasileira de Handebol de Praia Masculino
A Seleção Brasileira de Handebol de Praia Masculino é a equipe que representa o Brasil nos torneios internacionais de Handebol de Praia. A equipe é mantida pela Confederação Brasileira de Handebol. É a seleção mais bem sucedida da modalidade contando com mais de 15 títulos conquistados, entre eles 5 títulos mundiais.

## Títulos
- Campeonato Mundial (5): 2006,[3] 2010,[4] 2012[5][6], 2014[7] e 2018 [8]
- Jogos Mundiais (3): 2009,[9] 2013[10] e 2017[11]
- Campeonato Pan-Americano (6): 2004, 2008, 2012, 2013, 2014 e 2018
- Jogos Sul-Americanos de Praia (3): 2009, 2011 e 2019

### Medalhas
|-
|
| Evento                        | O | P | B |
| ----------------------------- | - | - | - |
| Jogos Mundiais                | 3 | 0 | 2 |
| Campeonato Mundial            | 5 | 2 | 1 |
| Campeonato Pan-Americano      | 5 | 0 | 0 |
| World Beach Games             | 1 | 0 | 0 |
| Jogos Sul-Americanos de Praia | 3 | 0 | 0 |